# Liczba Stokesa
Liczba Stokesa (Stk) – jedna z bezwymiarowych liczb podobieństwa stosowanych w mechanice płynów (hydrodynamice, aerodynamice i reologii).
Jest kryterium dynamiki procesów.
Liczba Stokesa zdefiniowana jest jako:
{\displaystyle {\text{Stk}}={\frac {\rho \cdot u\cdot D^{2}}{\mu \cdot L}}}
gdzie:
- {\displaystyle \rho } – gęstość płynu,
- {\displaystyle u} – prędkość charakterystyczna płynu,
- {\displaystyle L} – wymiar charakterystyczny,
- {\displaystyle \mu } – lepkość dynamiczna płynu,
- {\displaystyle D} – średnica.